# ابوالعباس ایرانشهری
ابوالعباس ایرانشهری یا حکیم ایرانشهری فیلسوف، ریاضی‌دان، طبیعی‌دان و ستاره‌شناس ایرانی قرن نهم میلادی بود. وی در شهر نیشابور متولد شد که همچنین به نام ایرانشهر نیز شناخته می‌شود و از همین رو وی نام ایرانشهری گرفته‌است.وی پیش از ابوریحان بیرونی، در قرن‌های سوم و چهارم می‌زیست. بیرونی در مواضعی از تحقیق ما للهند از ایرانشهری نام برده‌است و در ابتدای آن، در مقام انتقاد از کسانی که رای و افکار ادیان دیگر را گزارش کرده‌اند، می‌گوید ایرانشهری تنها کسی است که در گزارش و نقل آراء آن‌ها جانب بی غرضی را رعایت کرده‌است. او بر آراء یهود و نصارا و مضامین کتب مقدس آن‌ها چیرگی داشته و از مانویت فراوان سخن گفته‌است؛ اما اطلاعات او دربارهٔ هندی‌ها ناچیز بوده‌است. بیرونی می‌گوید ابوالعباس ایرانشهری به هیچ‌یک از ادیان متدین نبود و خود دین تازه‌ای ابداع کرده بود و مردم را به آن فرامی خواند.
بر پایه منابع سنتی وی اولین فردی است که پس از ظهور اسلام در گستره جهان اسلام با فلسفه در ارتباط بود.
او را استاد و معلم محمد زکریای رازی دانسته‌اند.ناصر خسرو در کتاب زادالمسافرین او و رازی را از اصحاب هیولی معرفی می‌کند اما اندیشه‌های فلسفی وی را با وجود کفرآمیز بودن بر رازی رجحان می‌دهد. وی[ناصرخسرو] در بحث مکان، ایرانشهری را یکی از معتقدان به قدم مکان می‌شمرد و دربارهٔ او می‌افزاید که در کتاب‌های جلیل و اثیر و غیر آن‌ها آراء فلسفی را به زبان دینی بیان کرده‌است و مردم را به دین حق و معرفت توحید برانگیخته است و دربارهٔ او این‌گونه می‌نویسد:
«و از آن قول‌های نیکو که ایرانشهری گفته‌است یکی اندر باب قدیمی مکان است که گفته‌است مکان قدرت ظاهر خدای است و دلیل بر درستی این قول آن آورده‌است که قدرت خدای آن باشد که مقدورات اندر او باشد و مقدورات این اجسام مصور است که اندر مکان است و چون اجسام مصور که مقدورات است از مکان بیرون نیستند درست شد که خلأ یعنی مکان مطلق قدرت خدای است قدرتی ظاهر که همه مقدورات اندر اویند و زشت کردن محمد زکریا مر این قول نیکو را نه چنان است که گفت است قدیم پنج است که همیشه بودند و همیشه باشند: یکی خدای و دیگر نفس و سه دیگر هیولا و چهارم مکان و پنجم زمان و زشتگوی تر از آن که باشد که مر خالق را با مخلوق اندر یک جنس شمرد، تعالی الله عما یقول الظالمون علواً کبیراً»
ابوالمعالی محمد الحسینی العلوی در بیان الادیان اعتقاد دارد که ایرانشهری خود را پیامبری می‌دانست و کتابی به زبان فارسی داشت که ادعا می‌کرد به وسیله یک فرشته به نام هستی برای جایگزینی با قرآن به او وحی شده‌است. او پیرو هیچ دین زمان خود نبود. وی چندین کتاب به زبان‌های فارسی و عربی نگاشته‌است که برخی از آن‌ها توسط بیرونی و ناصرخسرو ذکر شده‌اند اما هیچ‌کدام از آن‌ها در دسترس نیست. وی[ابوالمعالی] در مقام گزارش از مدعیان خدایی و پیامبری آورده‌است:
«اخبار ایرانشهری: این مرد محمدبن محمد الایرانشهری بود و دعوی نبوت کرد در عجم و چیزی جمع کرد که به پارسی بود و گفت این وحی است که به من آمده‌است به جای قرآن به زبان فرشته که نام او هستی است همچنان که حضرت محمد صل الله علیه و اله و سلم رسول عرب بود من رسول عجمم… و مذهب او آن بود که همه شریعت‌ها یکی بیش نیست و این همه خلاف‌های قوم و امتان به پیغمبر بیرون آوردند به غرض خود و چندین کتاب و رسالت به تازی و پارسی تصنیف کرد و بعضی مردم با او یار شدند و آخر هلاک شد.»
ناصرخسرو و ابوالمعالی، دو داوری ظاهراً متناقض دربارهٔ ایرانشهری دارند: در حالی که ناصر خسرو او را داعی به دین حق و معرفت توحید خوانده‌است، ابوالمعالی او را متنبی و مدعی پیامبری دانسته‌است؛ اما باید به خاطر داشت که ابوالمعالی افکار ناصر خسرو را نیز رد کرده و او را ملعون خوانده‌است شاید بشود گفت ایرانشهری نیز مانند ناصر خسرو اعتقادات شیعی و باطنی داشته و به همین دلیل توسط متعصبین اهل تسنن تکفیر و به الحاد متهم شده‌است. از این رو می‌توان حدس زد که ناصر خسرو و ایرانشهری قرابت‌های فکری داشته‌اند، اما چنان‌که دیدیم قول ابوریحان بیرونی که گفته‌است ایرانشهری به هیچ دینی مؤمن نبود و خود دین تازه‌ای تأسیس کرده بود، مؤید قول ابوالمعالی علوی است. از ایرانشهری هیچ کتابی برجا نمانده و آراء او نیز کاملاً فراموش شده‌است. شاید دلیل این امر، دگراندیشی اعتقادی و کلامی وی بوده‌است.